# Fou
Een fou is een slaginstrument dat tijdens de Chinese oudheid vaak werd gebruikt. Het instrument bestaat uit klei of brons en is gemaakt in de vorm van een pot of vat. Het werd bespeeld door middel van een stok. De oudste fou stamt van rond de Xia-dynastie of Shang-dynastie. Het instrument stond op de lijst van muziekinstrumenten die werden gebruikt bij het uitvoeren van Confuciaanse riten.
De fou is lange tijd in vergetelheid geraakt totdat het herontdekt werd met bijna vijfhonderd muziekinstrumenten in een tombe in de Chinese stad Wuxi. 
Tijdens de opening van de Olympische Zomerspelen van Beijing in 2008 werd de fou bij een onderdeel bespeeld. De fou werd toen bespeeld door 2008 muzikanten die ook dansers waren. 